# بلندر
بلندر (بالإنجليزية: Blender)‏ هو مجموعة من الأدوات المجانية ومفتوحة المصدر لبرامج رسومات الكمبيوتر ثلاثية الأبعاد والتي تستخدم لإنشاء أفلام الرسوم المتحركة والمؤثرات المرئية والفن والنماذج المطبوعة ثلاثية الأبعاد والرسوميات المتحركة والتطبيقات التفاعلية ثلاثية الأبعاد والواقع الافتراضي وألعاب الكمبيوتر. تشتمل ميزات بلندر على النمذجة ثلاثية الأبعاد، والتخطيط الثلاثي الأبعاد، والإكساء، ومحرر رسوميات نقطية، والرسوم المتحركة الهيكلية (بالإنجليزية: Skeletal animation)‏، ومحاكاة السوائل والدخان (بالإنجليزية: Fluid animation)‏، ومحاكاة الجسيمات، ومحاكاة الأجسام الناعمة، والنحت، والتحريك، وتحريك المطابقة، والعرض، والرسوميات المتحركة، وتحرير الفيديو، والتركيب.

## التاريخ

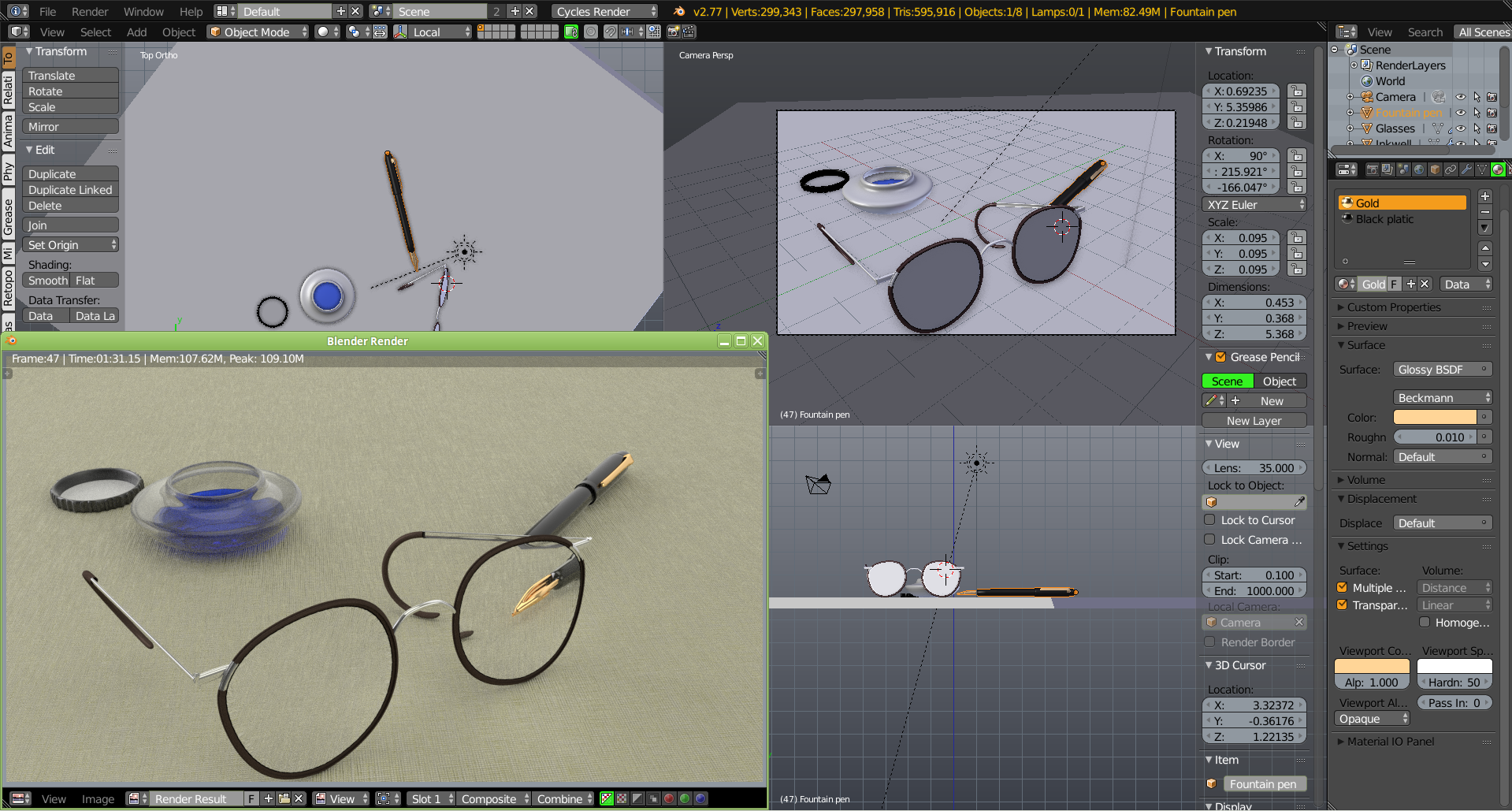
النمذجة والعرض في الإصدار 2.77

قام الاستوديو الهولندي نيوجيو (غير مرتبط بالمنصة نيو جيو) بتطوير برنامج بلندر داخليا لإستخداماتهم، واستنادًا إلى الختم الزمني لملفات المصدر الأولى، يعتبر 2 يناير 1994 عيد ميلاد بلندر. تم إصدار الإصدار 1.00 في يناير 1995، مع المؤلف الأساسي كونه المالك المشارك للشركة ومطور البرامج طان روزندال. اسم بلندر مستوحى من أغنية للفرقة الإلكترونية السويسرية Yello، من ألبوم Baby الذي استخدمه نيوجيو في عرضه الاستعراضي. تم نقل بعض خيارات التصميم والخبرات الخاصة بـ بلندر من تطبيق برمجي سابق، يسمى Traces، والذي طوره روزندال لـ نيو جيو على منصة كومدور أميغا خلال الفترة 1987-1991.
في 1 يناير 1998، تم إصدار بلندر للجمهور على الإنترنت باعتباره برنامج «سيليكون غرافيكس» المجاني. تم حل نيو جيو لاحقًا وتولت شركة أخرى عقود عملائها. بعد حل نيو جيو، أسس طان روزندال المسلسل Not a Number Technologies في يونيو 1998 لمواصلة تطوير ببلندر، ووزعه في البداية كبرنامج تجريبي إلى أن أفلس في عام 2002. عني هذا أيضًا، في ذلك الوقت، التوقف عن تطوير بلندر.
في مايو 2002، بدأ روزندال مؤسسة بلندر الغير ربحية، بهدف إيجاد طريقة لمواصلة تطوير وتعزيز بلندر كمشروع مجتمعي مفتوح المصدر. في 18 يوليو 2002، بدأ روزندال حملة «فري بلندر»، وهي مبادرة للتمويل الجماعي. هدفت الحملة إلى الوصول إلى بلندر مفتوح المصدر مقابل دفعة لمرة واحدة قدرها 100000 يورو (100670 دولارًا أمريكيًا في ذلك الوقت)، عن طريق جمع الأموال من المجتمع. في 7 سبتمبر 2002، أُعلن أنهم جمعوا أموالًا كافية وسيُصدرون شفرة المصدر لبرنامج بلندر. حالياً، بلندر هو برنامج حر ومفتوح المصدر، تم تطويره إلى حد كبير من قبل مجتمعه بالإضافة إلى 15 موظفًا يعملون في مؤسسة بلندر.
احتفظت مؤسسة بلندر في البداية بالحق في استخدام الترخيص المزدوج. لذلك، وبالإضافة إلى رخصة جنو العمومية الإصدار الثاني، كان بلندر متاحًا أيضًا بموجب ترخيص بلندر الذي لا يتطلب الكشف عن كود المصدر ولكنه يتطلب مدفوعات لمؤسسة بلندر. وعلى الرغم من وجود لم يستخدم هذا الخيار مطلقًا وقاموا بتعليقه إلى أجل غير مسمى في عام 2005. بلندر متاح فقط ضمن «رخصة جنو العمومية الإصدار الثاني أو أي إصدار لاحق» ولم يتم تحديثه إلى رخصة جنو العمومية الإصدار الثالث، نظرًا لعدم ظهور «فوائد واضحة».
في عام 2019، مع إصدار الإصدار 2.80، تمت إزالة محرك الألعاب المتكامل لصنع ألعاب الفيديو ونماذجها؛ أوصى مطورو بلندر المستخدمين بالانتقال إلى محركات ألعاب مفتوحة المصدر أكثر قوة مثل غودو بدلاً من ذلك.

### سوزان
في حوالي فبراير 2002، كان من الواضح أن الشركة التي تقف وراء بلندر "NaN"، لا يمكنها البقاء وستغلق أبوابها في مارس. ومع ذلك، فقد طرحوا إصدارًا آخر، بلندر 2.25. كنوع من الـ إيستر إيغ والعلامة الشخصية الأخيرة، قرر الفنانون والمطورون إضافة نموذج ثلاثي الأبعاد لرأس شمبانزي (على الرغم من أنه يطلق عليه «قرد» في البرنامج). أنشئه ويليم بول فان أوفيربروجن (SLiD3)، الذي أطلق عليها اسم سوزان على اسم إنسان الغاب في فيلم كيفن سميث Jay and Silent Bob Strike Back.
سوزان هو بديل بلندر لنماذج الاختبار الأكثر شيوعًا مثل إبريق شاي يوتاه وأرنب ستانفورد. نموذج مضلع منخفض مع 500 وجه فقط، يتم تضمين سوزان في بلندر وغالبًا ما يستخدم كطريقة سريعة وسهلة لاختبار المواد والرسوم المتحركة والتحريك والإكساء وإعدادات الإضاءة. يتم إضافته بسهولة إلى آي مشهد مثل المكعب أو الطائرة.
تمنح أكبر مسابقة بلندر جائزة تسمى جائزة سوزان.

## الإصدارات
الإصدارات الرسمية من بلندر لأنظمة مايكروسوفت ويندوز وماك أو إس ولينكس، بالإضافة إلى إصدار فري بي ‌إس ‌دي، متوفرة في كلا الإصدارين 32 بت و 64 بت. بلندر متاح لنظام التشغيل ويندوز 7 والإصدارات الأحدث، وماك أو إس 10.6 وما فوق، ولينكس. يعد بلندر 2.76b آخر إصدار مدعوم لنظام التشغيل ويندوز إكس بي وكان الإصدار 2.63 هو آخر إصدار مدعوم لبرنامج باور بي سي. في عام 2013، تم إصدار بلندر على نظام أندرويد كعرض توضيحي ولكن لم يتم تحديثه منذ ذلك الحين.

### متطلبات التشغيل
| العتاد          | الأدنى | المُفضل                                                                                    | معيار الإنتاج |
| --------------- | --- | ----------------------------------------------------------------------------------------- | --- |
| المعالج المركزي | وحدة معالجة مركزية ثنائية النواة بسرعة 2 جيجاهرتز بمعمارية 64 بت مع دعم تدفق ملحقات سيمد 2 [الإنجليزية] (بالإنجليزية: SSE2)‏ | وحدة معالجة مركزية رباعية النواة بمعمارية 64 بت                                           | وحدة معالجة مركزية ثماني النواة بمعمارية 64 بت |
| الذاكرة         | 4 جيجابايت من ذاكرة الوصول العشوائي                                                                                         | 16 جيجابايت من ذاكرة الوصول العشوائي                                                      | 32 جيجابايت من ذاكرة الوصول العشوائي |
| كرت الشاشة      | بطاقة متوافقة مع أوبن جي إل 3.3 مع 1 جيجابايت من ذاكرة الوصول العشوائي للفيديو [الإنجليزية]                                 | بطاقة متوافقة مع أوبن جي إل 4 مع 4 جيجابايت من ذاكرة الوصول العشوائي للفيديو [الإنجليزية] | بطاقة متوافقة مع أوبن جي إل 4 أو أعلي مع 12 جيجابايت من ذاكرة الوصول العشوائي للفيديو [الإنجليزية]، أوبن سي أل 1.2 أو أعلى، كودا 3.0 أو أعلى، أوبتكس [الإنجليزية] |
| شاشة العرض      | 1280 × 768 بكسل، ألوان 24 بت                                                                                                | 1920 × 1080 بكسل، ألوان 24 بت                                                             | 1920 × 1080 بكسل، ثنائي دقة عالية أو دقة رباعية عالية أو فائق الدقة، ألوان 24 بت أو عرض النطاق الديناميكي العالي [الإنجليزية] مع لون 30 بت                        |
| الإدخال         | الماوس أو لوح الرسم | فأرة ثلاثية الأزرار                                                                       | فأرة ثلاثية الأزرار ولوح رسم |
| نسخة أوبن جي إل | 3.3 أو أعلى (بلندر 2.80 والإصدارات الأحدث))                                                                                 | 3.3 أو أعلى (بلندر 2.80 والإصدارات الأحدث))                                               | 3.3 أو أعلى (بلندر 2.80 والإصدارات الأحدث)) |

### تاريخ الإصدارات
يسرد الجدول التالي التطورات الملحوظة خلال إصدارات بلندر: يشير اللون الأخضر إلى الإصدار الحالي (2.91)، ويشير اللون الأصفر إلى الإصدارات المدعومة حاليًا، ويشير اللون الأحمر إلى الإصدارات التي لم تعد مدعومة (على الرغم من أنه لا يزال من الممكن استخدام العديد من الإصدارات الأحدث على الأنظمة الحديثة).
| النسخة | تاريخ الإصدار      | ملاحظات والتغيرات الملحوظة |
| ------ | ------------------ | --- |
| 2.03   | 2002               | إصدار بلندر النسخة 2.0 الرسمي |
| 2.25   | 13 أكتوبر، 2002    | أول نسخة مجانية. |
| 2.30   | 22 نوفمبر، 2003    | واجهة مستخدم رسومية جديدة، يمكن الرجوع عن التعديلات الأن. |
| 2.32   | 3 فبراير 2004      | اقتفاء الشعاع في المستخلص المُدمج، إضافة الدعم لـ يافراى [الإنجليزية]. |
| 2.34   | 5 أغسطس 2004       | تخطيط خرائطي مطابق لمربعات صغيرة ثلاثي الأبعاد (بالإنجليزية: LSCM-UV-Unwrapping)‏، تفاعل الجسم مع الجسيمات. |
| 2.37   | 31 مايو 2005       | محاكاة الأسطح المرنة، تحسين تقسيم الأسطح. |
| 2.40   | 22 ديسمبر 2005     | نظام وشخصيات محسّنة بشكل كبير (باستخدام أداة تحرير غير خطية)، وأضافة محاكاة السوائل والشعر. وظائف جديدة من خلال صيف جوجل البرمجي لعام 2005. |
| 2.41   | 25 يناير 2006      | تحسينات لمحرك الالعاب (نقاط رأسية (بالإنجليزية: vertex)‏ قابلة للبرمجة ومظلل البكسل (بالإنجليزية: pixel shaders)‏، باستخدام مواد بلندر، ووضع تقسيم الشاشة، وتحسينات محرك الفيزياء)، تحسين التخطيط الخرائطي (بالإنجليزية: UV mapping)‏، وتسجيل نصوص بايثون للنحت أو النحت يعمل بمساعدة الشبكة (النحت الشبكي) ونماذج السلسلة الثابتة. |
| 2.42   | July 14, 2006      | The film أحلام الفيلة resulted in high development as a necessity. In particular, the Node-System (Material- and Compositor) has been implemented. |
| 2.43   | February 16, 2007  | Sculpt-Modeling as a result of صيف جوجل البرمجي 2006. |
| 2.46   | May 19, 2008       | With the production of Big Buck Bunny, Blender gained the ability to produce grass quickly and efficiently. |
| 2.48   | October 14, 2008   | Due to development of Yo Frankie!, the game engine was improved substantially. |
| 2.49   | June 13, 2009      | New window and file manager, new interface, new بايثون API, and new animation system. |
| 2.57   | April 13, 2011     | First official stable release of 2.5 branch: new interface, new window manager and rewritten event — and tool — file processing system, new animation system (each setting can be animated now), and new Python API. |
| 2.58   | June 22, 2011      | New features, such as the addition of the warp modifier and render baking. Improvements in sculpting. |
| 2.58a  | July 4, 2011       | Some bug fixes, along with small extensions in GUI and بايثون interface. |
| 2.59   | August 13, 2011    | 3D mouse support. |
| 2.60   | October 19, 2011   | Developer branches integrated into the main developer branch: among other things, B-mesh, a new rendering/shading system, نيربس، to name a few, directly from صيف جوجل البرمجي. |
| 2.61   | December 14, 2011  | New Render Engine, Cycles, added alongside Blender Internal (as a "preview release"). لاقط الحركة، Dynamic Paint, and Ocean Simulator. |
| 2.62   | February 16, 2012  | Motion tracking improvement, further expansion of UV tools, and remesh modifier. Cycles render engine updates to make it more production ready. |
| 2.63   | April 27, 2012     | Bug fixes, B-mesh project: completely new mesh system with n-corners, plus new tools: dissolve, inset, bridge, vertex slide, vertex connect, and bevel. |
| 2.64   | October 3, 2012    | مفتاح الكروما keying, node-based compositing. |
| 2.65   | December 10, 2012  | Over 200 bug fixes, support for the Open Shading Language, and fire simulation. |
| 2.66   | February 21, 2013  | Rigid body simulation available outside of the game engine, dynamic topology sculpting, hair rendering now supported in Cycles. |
| 2.67   | May 7–30, 2013     | Freestyle rendering mode for non-photographic rendering, subsurface scattering support added, the motion tracking solver is made more accurate and faster, and an add-on for 3D printing now comes bundled. |
| 2.68   | July 18, 2013      | Rendering performance is improved for وحدة معالجة مركزيةs and GPUs, support for إنفيديا Tesla K20, GTX Titan and GTX 780 GPUs. Smoke rendering improved to reduce blockiness. |
| 2.69   | October 31, 2013   | Motion tracking now supports plane tracking, and hair rendering has been improved. |
| 2.70   | March 19, 2014     | Initial support for استخلاص حجمي and small improvements to the user interface. |
| 2.71   | June 26, 2014      | Support for baking in Cycles and volume rendering branched path tracing now renders faster. |
| 2.72   | October 4, 2014    | Volume rendering for GPUs, more features for sculpting and painting. |
| 2.73   | January 8, 2015    | New fullscreen mode, improved Pie Menus, 3D View can now display the world background. |
| 2.74   | March 31, 2015     | Cycles got several precision, noise, speed, memory improvements, and a new Pointiness attribute. |
| 2.75a  | July 1, 2015       | Blender now supports a fully integrated Multi-View and Stereo 3D pipeline, Cycles has much awaited initial support for AMD GPUs, and a new Light Portals feature. |
| 2.76b  | November 3, 2015   | Cycles volume density render, بيكسار OpenSubdiv mesh subdivision library, node inserting, and video editing tools. |
| 2.77a  | April 6, 2016      | Improvements to Cycles, new features for the Grease Pencil, more support for OpenVDB, updated بايثون library and support for Windows XP has been removed. |
| 2.78c  | February 28, 2017  | Spherical stereo rendering for virtual reality, Grease Pencil improvements for 2D animations, Freehand curves drawing over surfaces, Bendy Bones, Micropolygon displacements, and Adaptive Subdivision. Cycles performance improvements. |
| 2.79b  | September 11, 2017 | Cycles denoiser, improved OpenCL rendering support, Shadow Catcher, Principled BSDF Shader, Filmic color management, improved UI and Grease Pencil functionality, improvements in Alembic import and export, surface deformities modifier, better animation keyframing, simplified video encoding, بايثون additions and new add-ons. |
| 2.80   | July 30, 2019      | Revamped UI, added a dark theme, EEVEE realtime rendering engine on OpenGL, Principled shader, Workbench viewport Grease Pencil 2D animation tool, multi-object editing, collections, GPU+CPU rendering, Rigify. |
| 2.81a  | November 21, 2019  | OpenVDB voxel remesh, QuadriFlow remesh, transparent BSDF, brush curves preset in sculpting, ويب إم support. |
| 2.82   | February 14, 2020  | Improved fluid and smoke simulation (using Mantaflow), UDIM support, USD export and 2 new sculpting tools. |
| 2.83   | June 3, 2020       | Improved performance and user interface with the grease pencil tool, added VR capability, hair simulation uses same physics as cloth simulation, cloth self-collision has been optimized with 15-20% performance increase, bug fixes and usability improvements for fluid systems, new cloth brush added, new clay thumb brush, layer brush was redesigned, voxel remesh can be previewed, voxel mode added for remesh modifier, multiresolution rewritten to resolve artifacts, adaptive sampling for cycles, EEVEE supports more passes to make it more viable for final renders. |
| 2.90   | August 31, 2020    | Built-in Nishita realistic sky texturing, completely rewritten EEVEE motion blur, viewport denoising with OpenImageDenoise, new shadow terminator offset which fixes some shading artifacts, the Multires Modifier can now rebuild lower subdivisions levels and extract its displacement, new scale/translate and squash & stretch pose brushes, extrude manifold tool removes adjacent faces when extruding inwards, bevel custom profile now supports bezier curve handle types, spray direction maps in ocean modifier, automatic UV adjustment when editing mesh, updated search UI showing location for menu items, UI improvements like feature headings and more readable checkbox layouts, reordering the modifier stack, and more stats display options. |
| 2.91   | November 25, 2020  | New booleans, better cloth sculpting with support for collisions, volume objects modifiers, and improved animation tools. |

## المميزات

### النمذجة

إعادة بناء الوجه التقريبي لمومياء بواسطة سيسرو مورايس

حجم برنامج البلندر صغير نسبيا، حيث يبلغ حوالي 70 ميجابايت للنسخ المعدلة، و 115 ميجابايت للنسخ الرسمية.
يصدر البلندر رسميا للعديد من أنظمة التشغيل وهي: لينكس، ماكنتوش، ويندوز وfreeBsD وكلها بنسختين هما 32 و 64 بت. وعلى الرغم من أن بلندر لا يحتوي على أمثلة خارجية كالتي توجد في البرامج الأخرى (أعمال مسبقة الصنع), إلا أن البرنامج يتميز بصفات تجعله في مصاف البرامج الثلاثية الراقية، ومن قدرات البرنامج:
- دعم مجموعة متكاملة من طرق النمذجة، بما يشمل شبكة مضلعية، نمذجة الـsubdivision surface , ومنحنى بيزيه، ونيربس، و metaballs , والنحت متعدد الجودة digital sculpting , وحديثا نظام نمذجة بأوجه أكثر من ثلاث نقاط يدعى B-mesh .
- محرك تصيير (ريندر) داخلي بطريقة الصفوف لا البيكسيلز  [لغات أخرى]‏، ويدعم الإضاءة غير المباشرة، و ambient occlusion .
- محرك تصيير باث تريسر  [لغات أخرى]‏ يسمى cycles , يستطيع استخدام كرت الشاشة في التصيير، ويدعم Open Shading Language منذ النسخة 2.65 .
- يدعم عدد كبير من المصيرات (ريندر) الخارجية بواسطة الإضافات (بلوج ان)
- نظام تحريك قوي مبني على مبدأ المفتاح الأساسي (key frame) يتضمن نظام عظام قوي، وأجسام فراغية (وهمية) ونظام تعديل الحركة بالمنحنيات، والكينماتيكا العكسية، وshape keys أو تحويل الصور، ونظامvertex weighting>
- أدوات محاكاة للأجسام الطرية، الديناميك (الحركة والسقوط الحر) والتصادم، ونظام محاكاة موائع، ونظام محاكاة دخان قوي جدا، نظام محاكاة تكسير، ومولد أمواج المحيط.
- نظام جزيئات يشمل الشعر والفرو.
- معدلات modifires للتعديل على الأجسام.
- محرر نصوص بايثون لتوسيع البرنامج وليتم إستخدامه في كتابة نصوص لمحرك الألعاب وغيرها.
- محرر فيديو - صوت أساسي.
- محرك ألعاب مدمج  [لغات أخرى]‏، وهو محرك قوي يوفر خصائص تفاعلية مثل المنطق والتصادمات وغيرها، حيث يمكن استخدامها لعمل برامج تفاعلية وألعاب، أو إظهار معماري تفاعلي.
- نظام نود قوي ومدمج بالكامل مع الريندر.
- نظام إكساء مبني على النود، ونظام تلوين يشبه الرسام أو الفوتوشوب، ونظام تلوين النقاط (في الثري دي فيو مباشرة) ونظام تلوين لعمل مجموعات نقاط تستخدم في العظام والبارتكلز والشعر وغيرها، ونظام تلوين دبناميكي (dynamic painting)

تحكم لحظي realtime أثناء المحاكاة والريندر.
- نظام تتبع حركة الكاميرا  [لغات أخرى]‏.

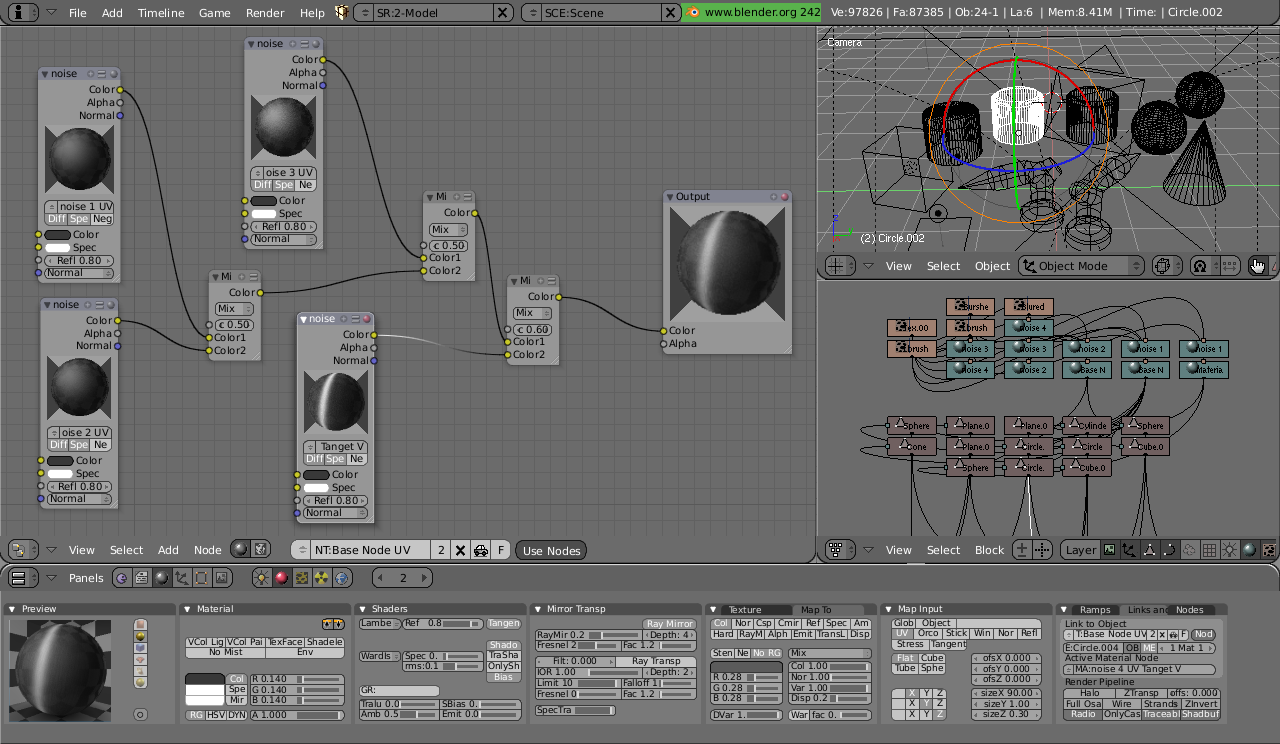
استخدام نظام النود لعمل خامة معدن مشطوف
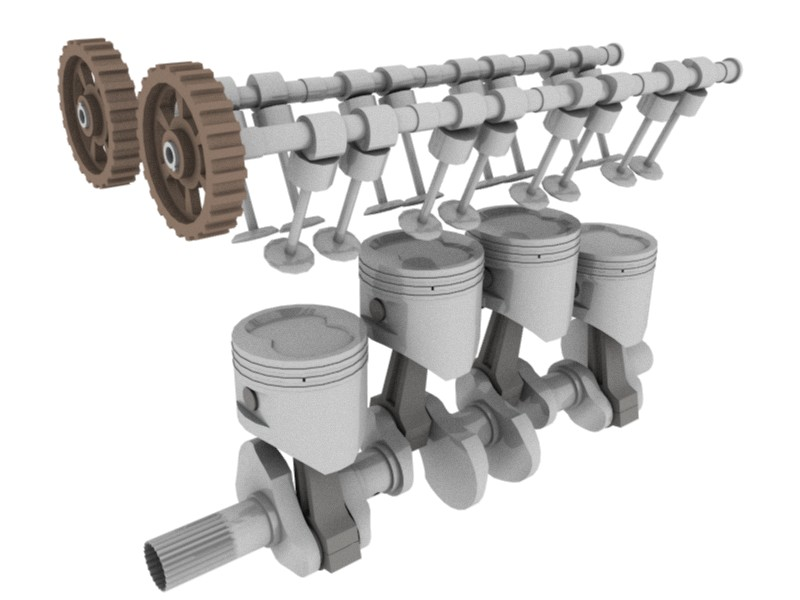
ريندر تصيير ثلاثي الأبعاد بخواص اقتفاء الشعاع and ambient occlusion باستخدام بلندر و YafaRay
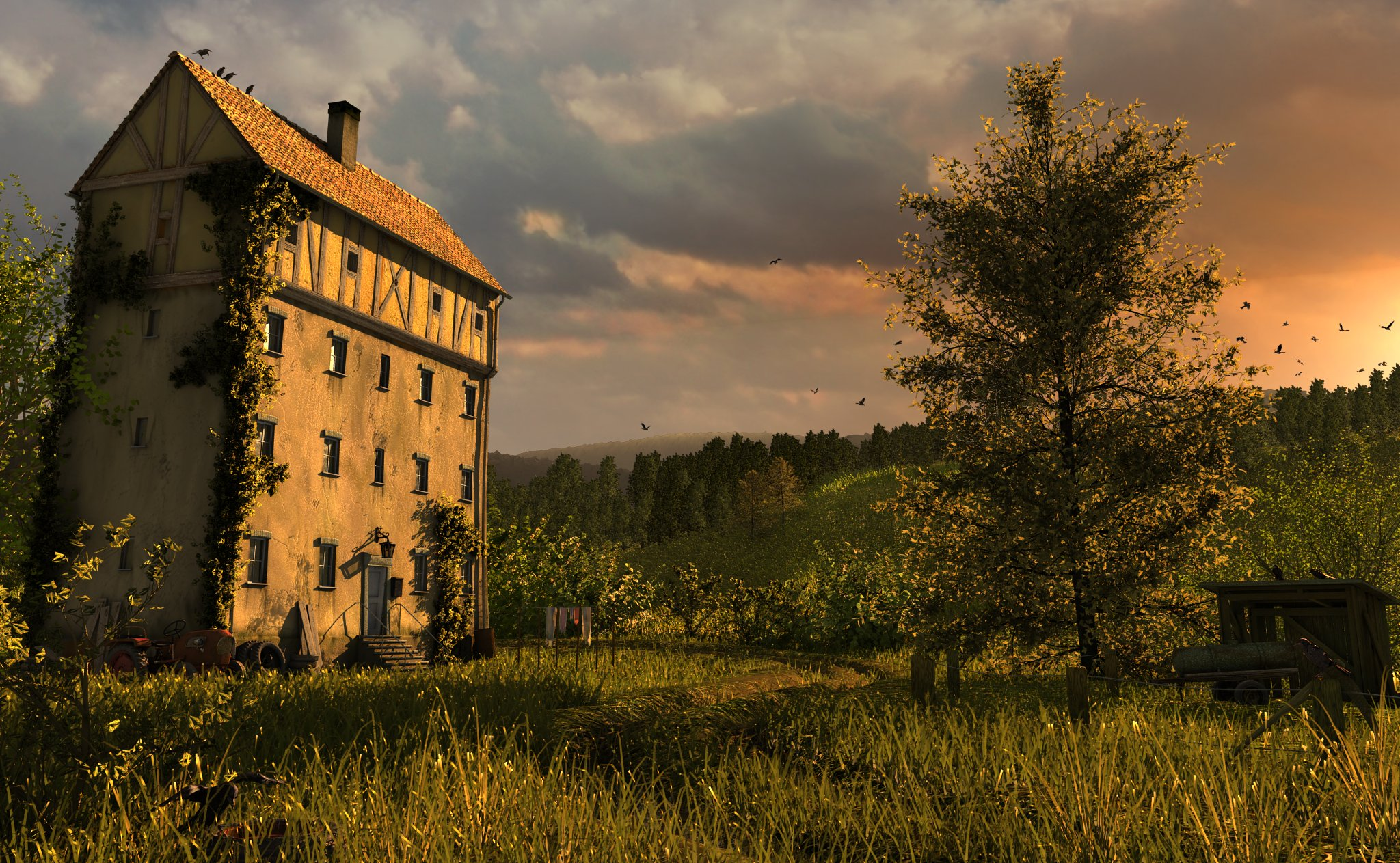
البلندر قادر على صنع صور ذات جودة عالية وواقعية كبيرة جدا
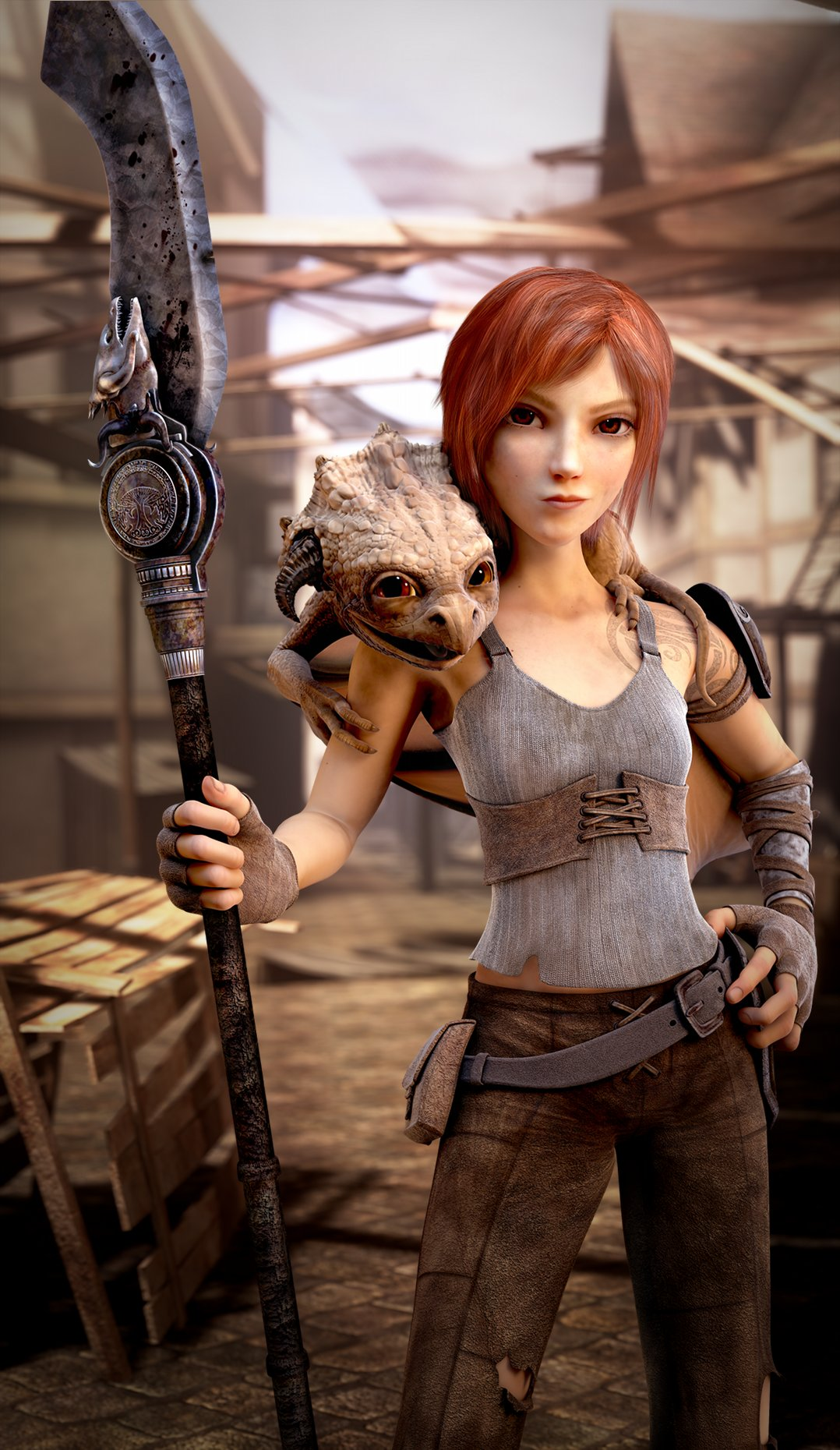
سينتل وتنينها مصنوعة ببلندر بالكامل وريندر بلندر أيضا , حيث يمكن لبلندر عمل شخصيات واقعية.
- مثال على محاكاة السوائل بالبلندر.

## مقارنة ببرامج ال3D الأخرى
في 2007 نشرت مقالة مفادها ان واجهة البلندر لا ترتقي للمعاير المعمول بها في باقي البرامج، ومع ذلك فإنه مناسب جدا للسرعة في العمل بل وأحيانا يكون أسرع من باقي البرامج حيث وصف بأنه حدسي، وتم انتقاد ضعف التوثيق أيضا.
بلندر هو برنامج مفتوح المصدر بخواص كثيرة يمكن مقارنتها بالبرامج التجارية المتوسطة والمرتفعة الاحترافية.
في 2010 CGenie صنف بلندر على أنه برنامج حديث أغلب مستخدموه من الهواة عوضا عن الطلاب والمحترفين، ولكنه يتطور بشكل مرتفع سنويا. وقالو أيضا أن مستخدمي البلندر يرغبون في تطوير البلندر بشكل أكبر وزيادة توافقه مع باقي البرامج.
يستخدم البلندر أيضا بواسطة مجموعات العلماء في شتى أنحاء العالم  بجوار برامج مثل ماتلاب.في 2011 , تم إصدار بلندر 2.5 , تميزت هذه النسخة بواجهة جديدة بالكامل، كان الهدف من هذا التطوير هو تحسين تدفق العمل وسهولة الاستخدام. أثناء النسخ التجريبية من هذا الإصدار قال المحركون الذين يعملون في تحريك فيلم سينتل أن البرنامج منافس أو حتى أقوى من بعض البرامج المدفوعة التجارية في السوق.

## الاستخدام في الإنتاج
تم البدء في تطوير بلندر لإستخدامات الإنتاج لشركة نيو جيو. وأستخدم لإنتاج إعلانات حول العالم. أول إنتاج ضخم استخدم بلندر كان فيلم الرجل العنكبوت 2 حيث استخدم لإنتاج السيناريو المرسـوم وخلق المجسمات والخلفيات المعمارية وتصميم حركة الكاميرا لتوضيح رؤية المخرج سام رايمي للعاملين في بقية الأقسام.
أول فيلم 35 ملم طويل انتج باستخدم بلندر على نظام لينكس لكل التأثيرات المكانية كان فيلم بالفرنسية إسمه (Vendredi ou un autre jour) (الجمعة أو أي يوم آخر) ، وفاز بجائزة في مهرجان لوكارنو الدولي للأفلام، كما أستخدم في إنتاج فيلم ("The Secret of Kells") (أسرار آل كيل) لإنتاج أجزاء منه، ورشح الفيلم للأوسكار لأفضل فيلم تحريك طويل، وانتج فيلم ألايك ‏ باستخدم بلندر على نظام لينكس أيضًا. وانتج فيلم Plumíferos بالكامل باستخدام بلندر الذي عرض في الأرجنتين في فبراير 2010، والفيلم يعرض شخصيات لحيوانات ناطقة، وذلك بالإضافة إلى العديد من الأفلام الحرّة، ومنها أفلام ممولة من مؤسسة بلندر مثل أحلام الفيلة(2006) و (بيك باك باني) (2008)، و (Yo Frankie!) (2008)، (سينتل) 2010)، (Tears of Steel))2012) وغيرها، كما يستخدم في برامج History Channel الأمريكية إلى جانب برامج أخرى،

## واجهة المستخدم

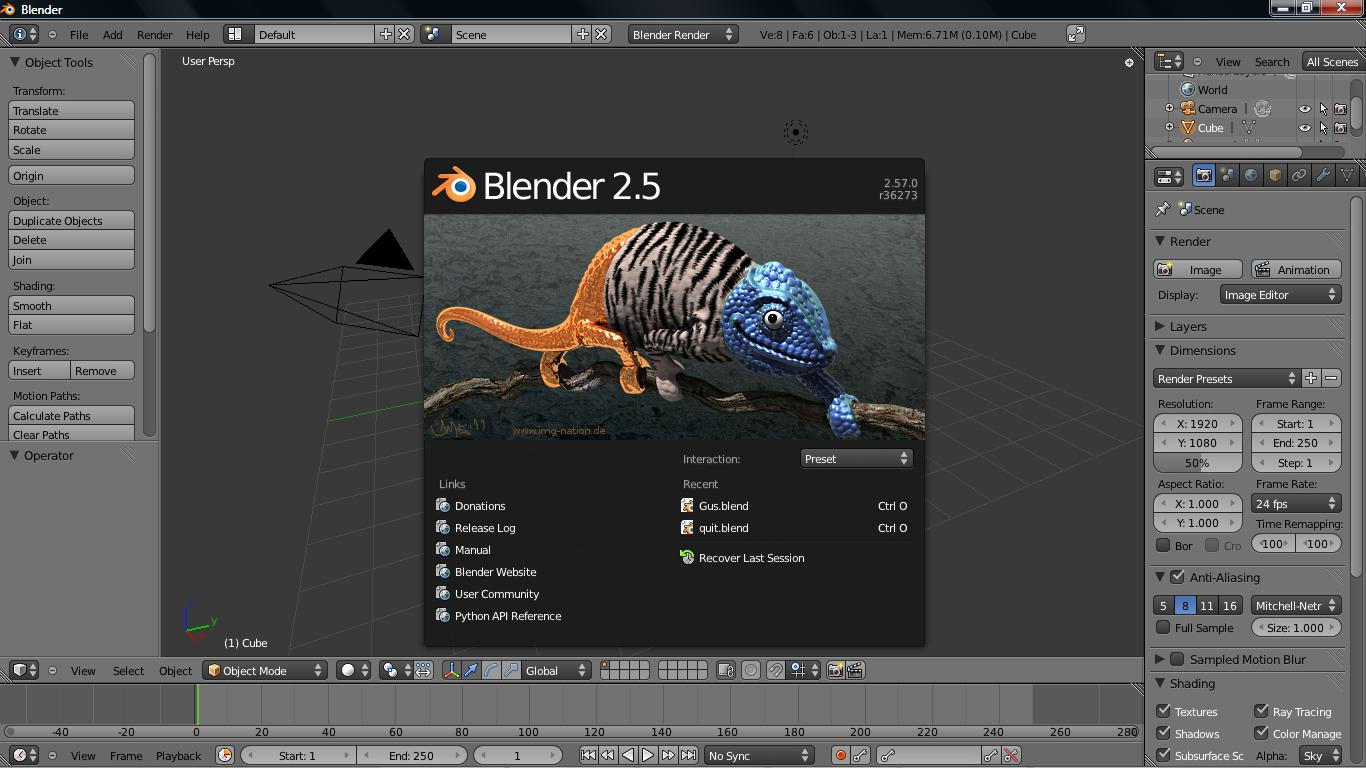
خضعت واجهة المستخدم ل"بلندر" لعملية تحديث كبيرة خلال سلسلة 2.5x

كان بلندر يمتلك سمعة سيئة مفادها أنه صعب التعلم على المستخدمين مقارنة بالبرامج الأخرى. حيث أن كل أمر من أوامر البرنامج يمكن الوصول إليها باختصار على لوحة المفاتيح، وهناك اختصارات لأكثر من أمر، ولكن بعد أن أصبح البلندر مجانيا، كانت هناك جهود حثيثة لتطوير الواجهة والقوائم وذلك لزيادة شعبية البرنامج، وأيضا كانت هناك جهود لعمل ثيمات للبرنامج حتى يتناسب مع أذواق المستخدمين المختلفة، تم أيضا إضافة استعراض شجري مطور للمجسمات .
واجهة البلندر مبنية على المفاهيم التالية
أواضع التعديل Editing mode
هناك وضعيتين رئيسيتين للعمل في بلندر وهما  وضع الشيء  و  وضع التعديل  , حيث يمكن التنقل بينها بزر Tab في الكيبورد، وضع الشيء يستخدم للتحكم بالأشياء كوحدة واحدة كل على حدى، بينما وضع التعديل يستخدم لتعديل الشيء نفسه، على سبيل المثال، يمكن استخدام وضع الشيء (object mode) لتحريك الأشياء في المشهد، أو تغيير حجمها، أو تدويرها كوحدة متكاملة، بينما في وضع التعديل Edit mode فإننا نستطيع تعديل مكان وحجم ودوران الأجزاء المكونة للشي (نقاط، حواف، أوجه). هناك أيضا أوضاع أخرى مختلفة كVertex Paint, Weight Paint, and Sculpt Mode.
اختصارات الكيبورد
أغلب الأوامر يتم الوصول إليها من خلال اختصارات الكيبورد . حتى الإصدار *.2 تحديدا *2.3 , كانت الاختصارات الطريقة الوحيدة للوصول إلى الأوامر، وهذا كان السبب الأساسي لسمعة البلندر السيئة كبرنامج صعب التعلم، ولكن لحسن الحظ، فالنسخ الجديدة من البرنامج لم تعد تعاني من هذه المشكلة، وأصبحت تمتلك واجهات مطورة تفاعلية أكثر (بل احترافية).
تنظيم مساحة العمل
يعد البلندر من أكثر البرامج مرونة في واجهته، حيث يمكنك تشكيلها كما تشاء، إذ يتكون البلندر من مشهد أو عدة مشاهد، وكل مشهد يمكن تقسيمه إلى مشاهد فرعية وهكذا، ويمكن للمشهد أن يكون أي شيء، فمثلا يمكن أن تختار أن يكون أدوات الإكساء، أو الخامات، أو شجرة الأشياء، أو الثري دي فيو، أو محرر الفيديو وغيرها . والرائع في الأمر أن الاختصارات موحدة في كل هذه الأشياء، فمثلا، عجلة الفأرة تقوم بعمل زوم في كل أنواع المشاهد، وزر b يظهر مربع التحديد في أغلب الأماكن في بلندر وهكذا .
الأزرار التي تحتوي أرقاما
يمكن الضغط مع السحب على هذه الأرقام لتغيير قيمتها بدون الحاجة للكتابة، ويمكن أيضا إجراء العمليات الرياضية الأساسية مباشرة داخل هذه الصناديق، كأن تكتب فيها 5*6 فستجد أن البرنامج إستبدلها ب 30 مباشرة، وهكذا .

## متطلبات التشغيل
متطلبات التشغيل لبلندر منخفضة جدا مقارنة ببرامج الثري دي الأخرى، مع ذلك، للحصول على أداء أسرع وجودة أعلى أثناء التصميم، يفضل استخدام نظام بمتطلبات تشغيل أقوى .
| القطعة     | حد أدنى                                             | مستحسن                                                             | قياسي                                                                   |
| ---------- | --------------------------------------------------- | ------------------------------------------------------------------ | ----------------------------------------------------------------------- |
| المعالج    | 2 GHz, Dual Core                                    | Quad Core                                                          | معالج متعدد اللب                                                        |
| الرام      | 2 جيجابايت RAM                                      | 8 جيجابايت                                                         | 16 GB                                                                   |
| كرت الشاشة | مكتبة الرسوميات المفتوحة card with 256 MB Video RAM | OpenGL card with 1 GB Video RAM (CUDA or OpenCL for GPU rendering) | Dual OpenGL cards with 3 GB RAM, إيه تي آي فاير جي أل or إنفيديا كوادرو |
| الشاشة     | 1280×768 pixels, عمق لوني                           | 1920×1080 pixels, عمق لوني                                         | 2x 1920×1080 pixels, عمق لوني                                           |
| الإدخال    | Two-button فأرة (حاسوب)                             | Three-button mouse                                                 | Three-button mouse and a لوح رسم                                        |

## صيغ الملفات
نظام الملفات في بلندر يمكنك من دمج عدة مشاهد في ملف واحد بامتداد (.blend) حيث أن هذا الملف يشبه الملفات المضغوطة ويمكن أن يحتوي على صور وأصوات وغيرها .
- كل الملفات بامتداد .blend متوافقة مع جميع إصدارات البلندر على المنصات المختلفة ولكن ضمن هذه الإستثناءات:
  - بيانات الحركة المخزنة في نسخ بلندر أقل من 2.5 لا يمكن تشغيلها في نسخ بلندر ذات الإصدار الأعلى من 2.5 . وذلك بسب أنهم قامو بإعادة كتابة أدوات التحريك في بلندر بعد الإصدار 2.5 .
  - لا يمكن فتح موديلز (نماذج mesh) مصنوعة بنسخة 2.63 فأعلى بواسطة نسخ أقدم من البلندر، وذلك لأن المطورين أعادو كتابة أداة ال mesh وأصبحت إمكانياتها أعلى بكثير، وأصبح إسمها Bmesh .
- يقوم البرنامج بالحفظ التلقائي لملف بلندر مما يجعل تحطم الملف قابلا للإسترجاع والمعالجة .
- كل المشاهد، الأشياء، الخامات، اللإكساء، الصوت، الصور، الإفكتات، والحركات يمكن أن تخزن في ملف .blend واحد، ويمكن أيضا تخزين الملفات من صور وأصوات وغيرها خارج ملف البلندر وربطها به بروابط، ويمكن أيضا استخدام ملفات البلندر كمكتبات مساعدة للبلندر .
- شكل واجهة البلندر يحفظ في ملف البلندر .blend , فإذا قمت بتعديل واجهة البلندر أثناء العمل على ملف إسمه «س» ثم أغلقت البرنامج، فإنك ستحصل على نفس الواجهة التي عدلتها عند فتح البرنامج من جديد، ويمكن أيضا تعديل واجهة البلندر وحفظها على أنها الواجهة الافتراضية للبرنامج بحيث تفتح كلما فتحنا البرنامج، وبالطبع يمكن إسترجاع الواجهة الأساسية لبلندر متى تشاء .

الشكل البنائي لملف ".blend" مشابه لـ إلكترونيك آرتس Interchange File Format , حيث أن الترويسة العلوية للبرنامج "header" يكتب فيها إصدار البرنامج، ثم ما يسمى الحمض النووي (وهو معلومات عن البيانات المختلفة المستخدمة في الملف).
مع أنه من الصعب نسبيا قراءة أو تحويل صيغة ملف.blend إلى صيغ أخرى بواسطة أداة خارجية (طرف ثالث), إلا أنه يوجد عدة أدوات برمجية قادرة على فعل ذلك، على سبيل المثال readblend حيث يستطيع التحويل من وإلى صيغ ملفات البرامج الشهيرة الأخرى مثل الاوتوكاد والماكس، من الجدير ذكره أن طريقة برامج CAD كأوتوكاد مختلفة جذريا عن طريقة بلندر في النمذجة والرسم، لذلك فإن الإستيراد والتصدير المباشر غير ممكن .
قام جيروين بيكر بعمل موضوع يشرح كيفية التفاعل مع أدوات الثريدي الأخرى، الموضوع يمكن أن تجده في The mystery of the blend website. نظام تصفح «حمض نووي» The mystery of the blend website. يمكن أن تجده أيضا في الموقع .
ينظم بلندر البيانات على شكل بلوكات بيانات مختلفة ومتعددة، مثل، الاشياء، الميش، الإضاءة، المشاهد، الخامات، الصور، وما إلى ذلك، حيث يتكون الشيء في بلندر من بلوكات بيانات متعددة، فمثلا، اجسام البوليجون «سيارة مثلا» تتكون على الأقل من (شيء) و (بلوك بيانات ميش), وهذه الطريقة من شأنها جعل عدة أشياء مربوطة بنفس لوك الميش .
مثال واقعي لتوضيح الفكرة===
- قم بتصميم أي شكل، مثلا قطة، هذه القطة تتكون من شيء وبيانات ميش (mesh data block)كما شرحنا سابقا .
- على فرض أنك تريد عمل عدة قطط يتم تعديلها كلها معا عندما تقوم بتعديل إحداها، قم بالتالي :
  - أنشئ أي مجسم mesh (صندوق مثلا) ثم إذهب إلى خصائص هذا الصندوق على يمين واجهة البرنامج .
  - إذهب إلى تبويب object data الذي على شكل مثلث مقلوب.
  - اضغط على رمز المثلث المقلوب الذي تحته مباشرة، ستظهر لك قائمة منسدلة .
  - ستجد فيها خيارين، اختر الخيار الآخر، وسيتحول الصندوق إلى قطة .
  - لديك الآن قطتين، قم بتعديل إحداها لتجد أن الأخرى يتم تعديلها مباشرة .
    - ملاحظة : قم بتسمية ال object data blocks بأسماء مفهومة لتسهل على نفسك الاختيار فيما بينها .

## التطوير

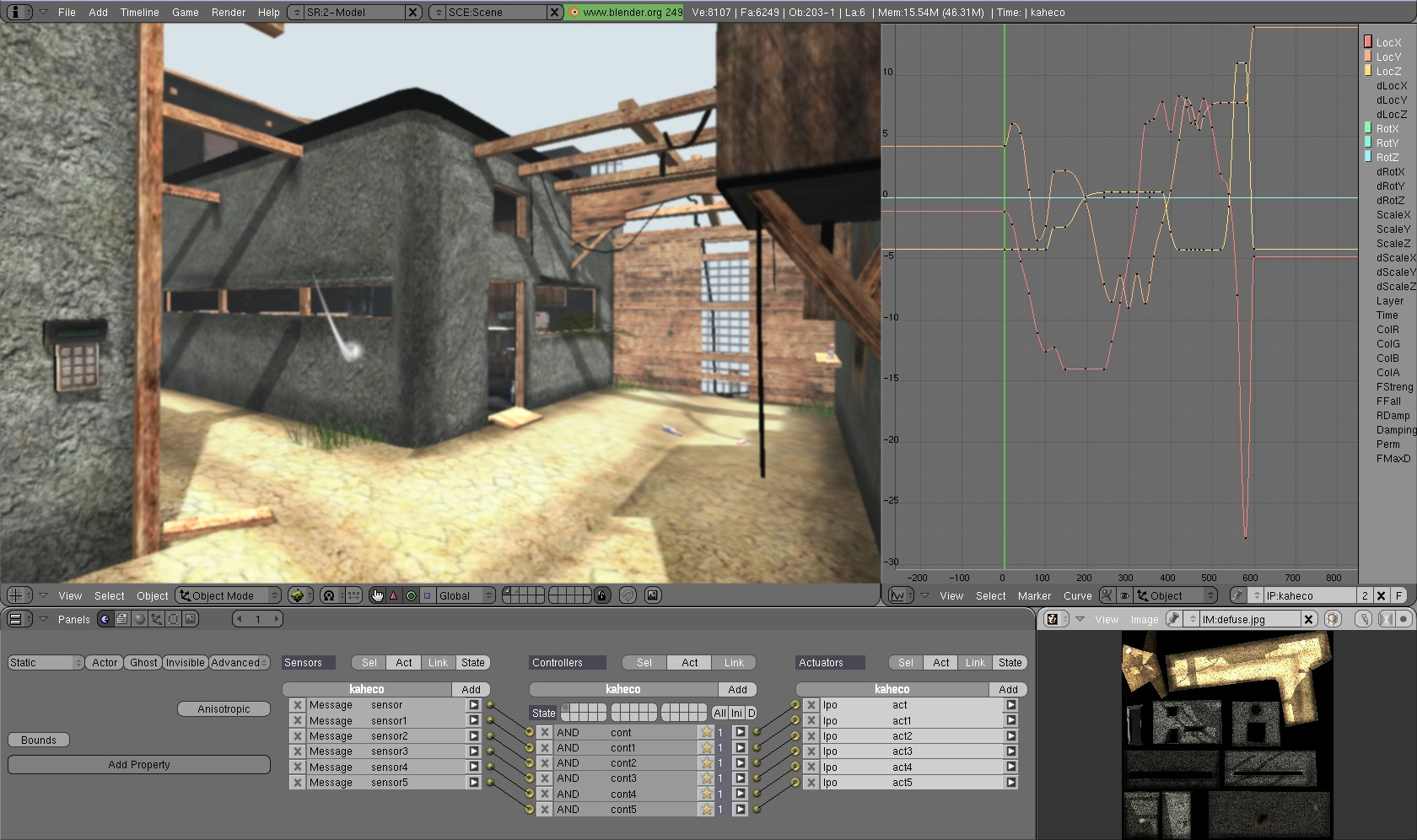
Game engine جي إل إس إل materials

منذ فتح مصدر بلندر، شهد البرنامج تغييرات جذرية في النص البرمجي وإضافة إضافات كبيرة إلى وظائف البرنامج المختلفة .

## وصلات خارجية
- بلندر على موقع Open Hub (الإنجليزية)
- بلندر على موقع Free Software Directory (الإنجليزية)
- بلندر على موقع Framasoft (الفرنسية)